# Комітет Верховної Ради України з питань науки і освіти

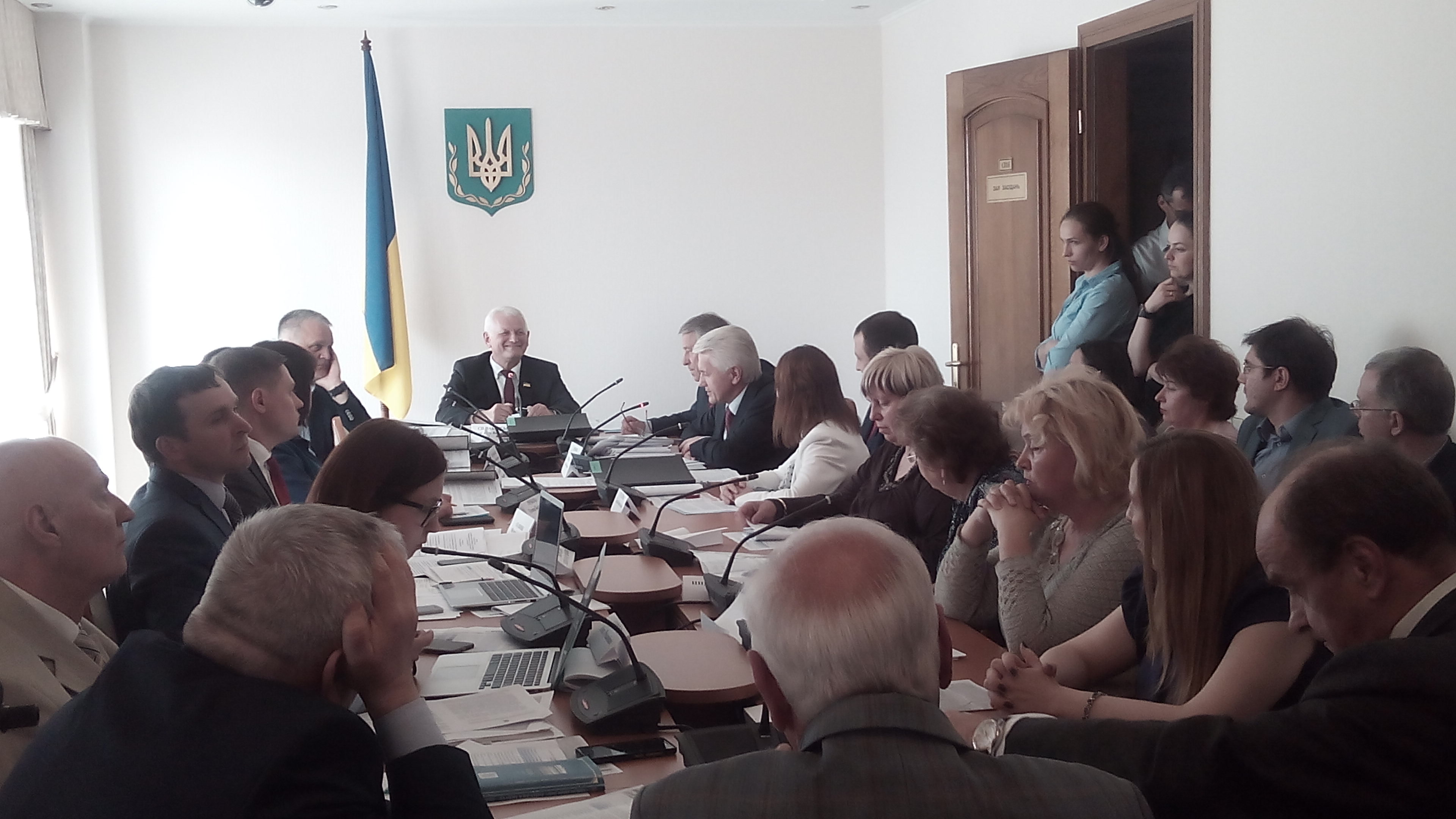
Засідання Комітету в травні 2017 року

Комітет Верховної Ради України з питань науки і освіти — колишній профільний комітет Верховної Ради України.
Створений 4 грудня 2007 р..
У Верховній Раді України 1-го скликання (1990—1994) діяла постійна Комісія Верховної Ради України України з питань народної освіти і науки.
У Верховній Раді України 2-го скликання (1994—1998) діяла постійна Комісія з питань науки та народної освіти.

## Предмети відання
Комітет Верховної Ради України з питань науки і освіти здійснює законопроєктну; організаційну; контрольну функції.
Верховна Рада України в залежності від скликання затверджувала до предметів відання Комітету Верховної Ради України з питань науки і освіти дещо змінні перелік питань, а саме:

### 4 скликання (2002—2006рр.)
До предметів відання Комітету Верховної Ради України з питань науки і освіти включено такі питання:
- законодавство про освіту;
- законодавство про науку, науково-технічну діяльність, статут наукових і науково-педагогічних працівників та їх соціальний захист;
- законодавство з питань загальних засад інноваційної діяльності;
- законодавство з питань інтелектуальної власності;
- законодавство з питань інформаційних технологій та інформатизації;
- організація підготовки висновків щодо наукового рівня загальнодержавних програм економічного, науково-технічного, соціального, національно-культурного розвитку та охорони довкілля, затвердження яких віднесено до повноважень Верховної Ради України.[4]

### 5 скликання (2006—2007рр.) та 6 скликання (2007—2012рр.)
- освіти;
- науки, науково-технічної діяльності;
- правового статусу та соціального захисту наукових і науково-педагогічних працівників;
- інноваційної діяльності, розвитку високих технологій;
- інтелектуальної власності;
- організації підготовки висновків щодо наукового рівня загальнодержавних програм економічного, науково-технічного, соціального, національно-культурного розвитку та охорони довкілля, затвердження яких віднесено до повноважень Верховної Ради України.[5];[6]

### 7 скликання (2012—2014рр.) та 8 скликання
- освіта;
- наука, науково-технічна діяльність та наукові парки;
- правовий статус та соціальний захист наукових і науково-педагогічних працівників;
- інноваційна діяльність, розвиток високих технологій (крім питань, які віднесені до предметів відання інших комітетів);
- інтелектуальна власність;
- засади здійснення наукових і науково-технічних експертиз.[7];[8]

Комітет Верховної Ради України з питань науки і освіти також відповідає за:
- внесення до Верховної Ради України кандидатур на присудження щорічної Премії найталановитішим молодим ученим в галузі фундаментальних і прикладних досліджень та науково-технічних розробок; [Архівовано 14 жовтня 2018 у Wayback Machine.]
- відбір претендентів на здобуття щорічної Премії педагогічним працівникам загальноосвітніх, професійно-технічних, дошкільних та позашкільних навчальних закладів та внесення цих кандидатур до Верховної Ради України
- підготовку подання до Верховної Ради України на призначення іменних стипендій Верховної Ради України для найталановитіших молодих учених.  [Архівовано 24 червня 2017 у Wayback Machine.]

## Колишній склад Комітету

### Верховна Рада України 1-го скликання (1990—1994)
До складу Комісії з питань народної освіти і науки було обрано наступних народних депутатів:
- Юхновський Ігор Рафаїлович — голова комісії;
- Влох Орест Григорович;
- Гнаткевич Юрій Васильович;
- Головенко Микола Якович;
- Гусєв Віктор Іванович;
- Даниленко Володимир Макарович;
- Дорофєєв Володимир Миколайович;
- Зінченко Арсен Леонідович;
- Калинець Ірина Онуфріївна;
- Кислий Павло Степанович;
- Козярський Богдан Іванович;
- Кондряков Олександр Миколайович;
- Мокін Борис Іванович;
- Павлюк Степан Петрович;
- Соболєв Сергій Владиславович;
- Стрельников Володимир Костянтинович;
- Сухоруков Андрій Олександрович;
- Тризна Олександр Андрійович.

### Верховна Рада України 2-го скликання (1994—1998)
До складу Комісії з питань науки та народної освіти було обрано наступних народних депутатів:
- Сторіжко Володимир  Юхимович — голова комісії;
- Глухівський Лев  Йосипович;
- Горбатюк Мирослав  Пилипович;
- Гошовська Валентина  Андріївна;
- Дем'ян Григорій  Васильович;
- Карпов Олександр Миколайович;
- Ковтунець Володимир Віталійович;
- Красняков Євген  Васильович;
- Куз'єв Василь Антонович;
- Нідзієв Олександр  Іванович;
- Ніколаєнко Станіслав  Миколайович;
- Пасєчна Людмила Яківна;
- Пшенична Ольга Миколаївна;
- Селіфонтьєв Сергій Іванович;
- Семиноженко Володимир Петрович;
- Сергієнко Валерій Ігоревич;
- Симоненко Іван Петрович;
- Сирота Михайло Дмитрович (3 червня — 29 липня 1994 р.) ;
- Степанов Олександр  Петрович;
- Цибенко Петро Степанович;
- Шибко Віталій Якович;
- Юхновський Ігор Рафаїлович;
- Яблонський Валентин Андрійович.

### Верховна Рада України 3-го скликання (1998—2002)
До складу Комітету з питань науки і освіти було обрано наступних народних депутатів:
- Глухівський Лев Йосипович;
- Грачев Олег Олексійович;
- Дорогунцов Сергій Іванович;
- Іоффе Юлій Якович;
- Кафарський Володимир Іванович;
- Красняков Євген Васильович;
- Кремень Василь Григорович;
- Малолітко Іван Федорович;
- Ніколаєнко Станіслав Миколайович;
- Пасечна Людмила Яківна;
- Ситник Костянтин Меркурійович;
- Толочко Петро Петрович;
- Філіпчук Георгій Георгійович.

### Верховна Рада України 4-го скликання (2002—2006)
До складу Комітету з питань науки і освіти було обрано наступних народних депутатів:
- Бауер Михайло Йозефович;
- Глухівський Лев Йосипович;
- Дорогунцов Сергій Іванович;
- Кафарський Володимир Іванович;
- Ніколаєнко Станіслав Миколайович — голова Комітету (07.06.2002 — 07.07.2005);
- Прошкуратова Тамара Сергіївна;
- Родіонов Михайло Кузьмич;
- Садовий Микола Ілліч;
- Ситник Костянтин Меркурійович;
- Ступак Володимир Федорович;
- Толочко Петро Петрович;
- Устенко Олександр Андрійович;
- Царенко Олександр Михайлович;
- Юхновський Ігор Рафаїлович — перший заступник голови Комітету

### На 30 січня 2009
- Полохало Володимир Іванович (1949—2011) — Голова Комітету
- Табачник Дмитро Володимирович — Перший заступник голови Комітету
- Давимука Степан Антонович — Заступник голови Комітету
- Самойлик Катерина Семенівна — Секретар Комітету
- Оробець Леся Юріївна — Голова підкомітету з питань базової освіти
- Курило Віталій Семенович — Голова підкомітету з питань фахової освіти
- Зубець Михайло Васильович — Голова підкомітету з питань науки
- Жванія Давид Важаєвич — Голова підкомітету з питань інтелектуальної власності та інноваційної діяльності
- Доній Олександр Сергійович — Голова підкомітету з питань гуманітарної освіти, науки та інформатизації

### Секретаріат станом на 30 червня 2011
- Чижевський Борис Григорович, Завідувач секретаріату
- Шевченко Микола Миколайович, Заступник завідувача секретаріату
- Домаранський Олександр Олександрович, Заступник завідувача секретаріату

### На 13 червня 2012
- Луцький Максим Георгійович — Голова Комітету
- Давимука Степан Антонович — Заступник голови Комітету
- Самойлик Катерина Семенівна — Секретар Комітету
- Оробець Леся Юріївна — Голова підкомітету з питань базової освіти
- Курило Віталій Семенович — Голова підкомітету з питань фахової освіти
- Зубець Михайло Васильович — Голова підкомітету з питань науки
- Жванія Давид Важаєвич — Голова підкомітету з питань інтелектуальної власності та інноваційної діяльності
- Доній Олександр Сергійович — Голова підкомітету з питань гуманітарної освіти, науки та інформатизації
- Личук Володимир Іванович — Член Комітету
- Баранов-Мохорт Сергій Миколайович — Член Комітету
- Киричок Олександр Едуардович — Член Комітету
- Ремез Валерій Васильович — Член Комітету

### На 1 липня 2013р.
- Гриневич Лілія Михайлівна — Голова Комітету
- Сич Олександр Максимович — Перший заступник голови Комітету
- Сорока Микола Петрович — Заступник голови Комітету
- Зубчевський Олександр Петрович — Секретар Комітету
- Дзоз Віталіна Олексіївна — Голова підкомітету з питань дошкільної, загальної середньої та позашкільної освіти
- Дорохов Антон Миколайович — Голова підкомітету з питань професійної освіти
- Фаріон Ірина Дмитрівна — Голова підкомітету з питань вищої освіти
- Парубій Андрій Володимирович — Голова підкомітету з питань законодавчого забезпечення інтеграції України в міжнародний науковий та освітній простір
- Павленко Ростислав Миколайович — Голова підкомітету з питань науки, інноваційної діяльності та інтелектуальної власності[11].

## Верховна Рада України 8-го скликання[12]
Керівництво:
- голова Комітету — Гриневич Лілія Михайлівна (народний депутат України з 27 листопада 2014 р. по 14 квітня 2016 р.)[13]
- перший заступник голови Комітету, голова підкомітету з питань вищої освіти — Співаковський Олександр Володимирович
- заступник голови Комітету, голова підкомітету з питань наукової та науково-технічної діяльності — Кириленко Іван Григорович
- заступник голови Комітету, голова підкомітету з питань інноваційної діяльності та інтелектуальної власності — Скрипник Олексій Олексійович
- Голова підкомітету з питань дошкільної, загальної середньої, інклюзивної освіти, а також забезпечення реалізації права на освіту осіб, місцем проживання яких є тимчасово окупована територія, територія проведення антитерористичної операції та територія населених пунктів на лінії зіткнення — Кремінь Тарас Дмитрович
- Голова підкомітету з питань позашкільної, професійної (професійно-технічної), фахової передвищої освіти та освіти дорослих — Констанкевич Ірина Мирославівна
- секретар Комітету —

Члени:
- Литвин Володимир Михайлович
- Поплавський Михайло Михайлович[14].